# Рене Клингбайл
Рене Клингбайл (на немски: René Klingbeil) е немски футболист, роден на 2 април 1981 в Берлин, Германия.

## Кариера
Клингбайл започва да тренира футбол в Марцанер ШФ и ФК Берлин. През 1998 г. преминава в Борусия Мьонхенгладбах, а през 2003 е закупен от Хамбургер ШФ, където в първия си сезон играе за дублиращия отбор. През октомври 2004 дебютира за А отбора в мача срещу Борусия Дортмунд, спечелен с 2:0. За Хамбургер има пет мача в турнира за Купата на УЕФА и два в Шампионската лига. През лятото на 2007 напуска Хамбургер. Състезава се за норвежкия Викинг Ставангер. Има три мача за юношеския отбор на Германия до 18 години. Прякорът му е „Клинге“ (Острието).